# أحمد ترجاني زادة
أحمد تَرجاني زادة (يونيو 1901 - 24 سبتمبر 1980) أديب، وأكاديمي ومترجم إيراني. ترجم بعض كتب من العربية إلى الفارسية وتدرس في جامعة تبريز أكثر من أربعين عاما.

## حياته
ولد في يونيو 1901 في مهاباد. درس في مدرسة العائلة الخاصة به تحت إشراف أخيه الكبير الملا محمد ترجاني. تصدر للتدريس من عام 1923 حتى 1935 كمعلم. تم تعيينه أستاذا مشاركا في جامعة تبريز في عام 1950 وكان أستاذا في كلية الآداب والعلوم الإنسانية من 1970 حتى وفاته في 24 سبتمبر 1980 بتبريز. دفن في وادي الرحمة.